# Rinaldo Jacovetti
Rinaldo Jacovetti  ou Rinaldo da Calvi (Calvi dell'Umbria, v. 1470 - 1528) est un architecte, un sculpteur et un peintre italien qui a été actif en Ombrie au XVIe siècle.

## Biographie
Rinaldo est le fils de Pancrazio Jacovetti da Calvi, peintre également (1466-1516).

## Œuvres
- Couronnement de la Vierge, retable, cathédrale San Liberatore, Magliano Sabina[2].
- Pentecôte (v. 1520), retable, église Santa Brigida, Calvi[3].

## Sources
- x